# Stora orkanen 1780
Stora orkanen 1780 (engelska: "the great hurricane") anses vara den dödligaste tropiska cyklonen som någonsin drabbat Atlanten/Karibiska havet. Omkring 22000 personer dog när ovädret svepte över Martinique, Sint Eustatius och Barbados mellan 10 och 16 oktober. Tusentals dog också till havs. Detaljer över orkanens exakta väg och styrka är okänt, eftersom databasen över tropiska cykloner i atlanten endast går tillbaka till 1851.

## Historia

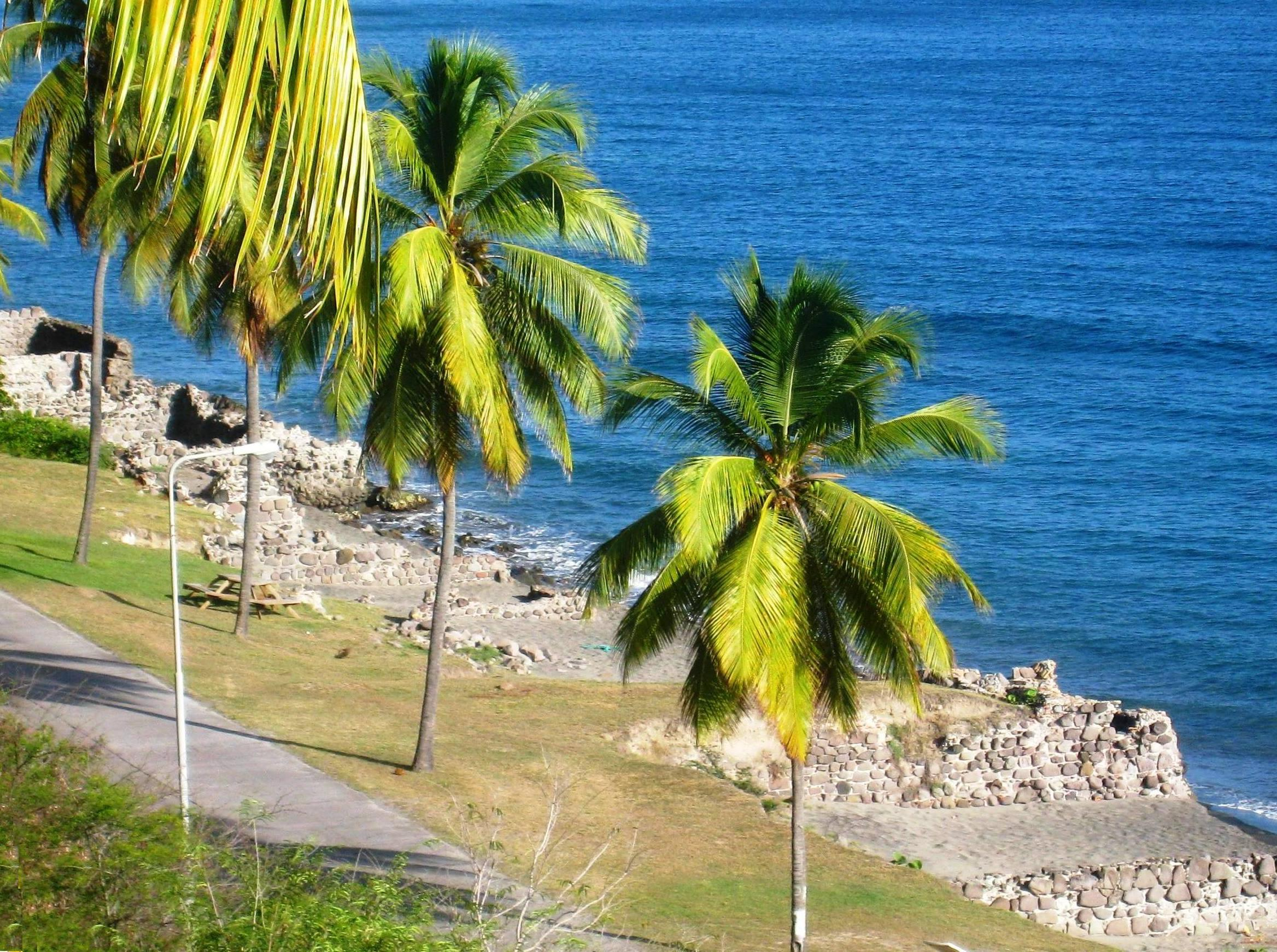
Magasin på stranden på Sint Eustatius blev svårt skadade av orkanen.

Orkanen slog till mot Barbados med vindar som förmodas vara upp till 320 km/h, innan den fortsatte förbi Martinique, Saint Lucia och Sint Eustatius, och orsakade tusentals dödsfall på dessa öar. 
Orkanen drabbade de karibiska öarna mitt under den amerikanska revolutionen och gick hårt åt de brittiska och franska flottor som kämpade om herreväldet över området. Den brittiska flottan under kommando av amiral George Rodney drabbades hårt av orkanen under sin seglats från New York till Västindien och skeppen skadades och kom ifrån varandra. När Rodney väl kom fram till Barbados var åtta av de tolv skepp han lämnat där totalförstörda och stora delar av manskapet hade drunknat.
Orkanen passerade senare nära Puerto Rico och över den östra delen av Hispaniola, vilket orsakade stor skada nära kusterna. Det vände sig i slutändan till nordost och observerades sista gången den 20 oktober, sydost om Atlantprovinserna i östra Kanada.

## Övriga dödliga tropiska cykloner
Notera att "den stora orkanen" är den dödligaste tropiska cyklonen som har drabbat just Atlanten. I både Stilla havet och Indiska Oceanen har tropiska cykloner vid åtskilliga tillfällen dödat många fler. Den värsta kända katastrofen drabbade Östpakistan (nuvarande Bangladesh) 1970 med troligen ca 500 000 döda.